# Terby (cratère martien)

Cratère Terby.

Terby est un cratère d'impact de 174 km de diamètre situé sur Mars dans le quadrangle d'Iapygia par 28,0° S et 74,1° E, en bordure septentrionale d'Hellas Planitia.
Ce cratère aurait pu contenir de l'eau liquide puis solide au Noachien et à l'Hespérien, comme le laissent penser l'observation d'argile et de couches sédimentaires.